# Ruthanne Lum McCunn
Pour les articles homonymes, voir Lum et McCunn.
Ruthanne Lum McCunn, née le 21 février 1946 à San Francisco, est une écrivain sino-américaine. 

## Biographie
Ruthanne Lum McCunn a grandi a Hong Kong et est diplômée de l'université du Texas à Austin.
En 1979 paraît son premier livre, An illustrated history of the Chinese in America, puis Thousand Pieces of Gold (paru en français en 1986 sous le titre Mille pièces d'or). 
Son dernier livre, God of Luck, est paru en 2008.

## Œuvres
- 1979 : An illustrated history of the Chinese in America
- 2008 : God of Luck
- 1986 : Milles [sic] pièces d'or